# Insanity and Genius
Insanity and Genius es el tercer álbum de estudio de la banda alemana de power metal Gamma Ray y el último de Ralf Scheepers como cantante. Kai Hansen canta la canción "Heal Me" y Dirk Schlächter canta "Your Tørn Is Over". Jan Rubach entró por Uwe Wessel en el bajo y Thomas Nack entra por el ex Helloween Uli Kusch en la batería.

## Lista de canciones
1. "Tribute to the Past" (Hansen/Rubach)
2. "No Return" (Hansen)
3. "Last Before the Storm" (Hansen)
4. "The Cave Principle" (Hansen)
5. "Future Madhouse" (Hansen/Scheepers)
6. "Gamma Ray (cover de la banda Birth Control)" (Frenzel)
7. "Insanity & Genius" (Nack/Rubach)
8. "18 Years" (Scheepers/Schlächter)
9. "Your Tørn Is Over" (Schlächter/Hansen)
10. "Heal Me" (Schlächter/Hansen)
11. "Brothers" (L:Hansen/Scheepers/Schlächter)

Pista adicional versión japonesa
1. "Heroes" (Hansen/Scheepers/Schlächter)

Pistas adicionales de la reedición 2002
1. "Gamma Ray (version extendida) (cover de la banda Birth Control)" (Frenzel)
2. "Exciter (cover de Judas Priest)"
3. "Save Us (versión en vivo)"

- "Gamma Ray (version extendida)" también aparece en el EP The Future Madhouse
- "Exciter" también aparece en el disco A Tribute to Judas Priest, Vol. 2: Delivering the Goods

## Créditos
- Ralf Scheepers - voz
- Kai Hansen - guitarra
- Dirk Schlächter - guitarra
- Jan Rubach - bajo
- Thomas Nack - batería